# 金江镇 (攀枝花市)
金江镇，是中华人民共和国四川省攀枝花市仁和区下辖的一个乡镇级行政单位。2019年12月，将大龙潭彝族乡立柯村所属行政区域划归金江镇管辖。

## 行政区划
金江镇下辖以下地区：
小砟石社区、大沙坝社区、金江社区、阿基鲁社区、金江村、保安营村、鱼塘村、斑鸠湾村和马海达村。

## 交通
成昆铁路攀枝花站位于此地。